# Srđ
Srđ (italsky Monte Sergio) je 412 m vysoký vrchol, který se vypíná severně od města Dubrovníka a jižně od ústí dubrovnické řeky do Jaderského moře.
Severní a část jižního svahu kopce jsou zalesněné; vrchol je holý. Dubové lesy, které zde byly původní, daly městu Dubrovník jeho jméno.[zdroj?] Ve východní části kopce se v blízkosti města Komolac nachází vápencový lom, který je využíván již po desítky let.

## Historie
Vrch představoval pro město ochranu před silnými větry (bura) a měl významný strategický význam v případě obrany města před případnými útočníky. V roce 1667 se zde při silném zemětřesní uvolnily kameny, které se následně sesuly do města a umocnily tak škody, které napáchaly otřesy půdy.

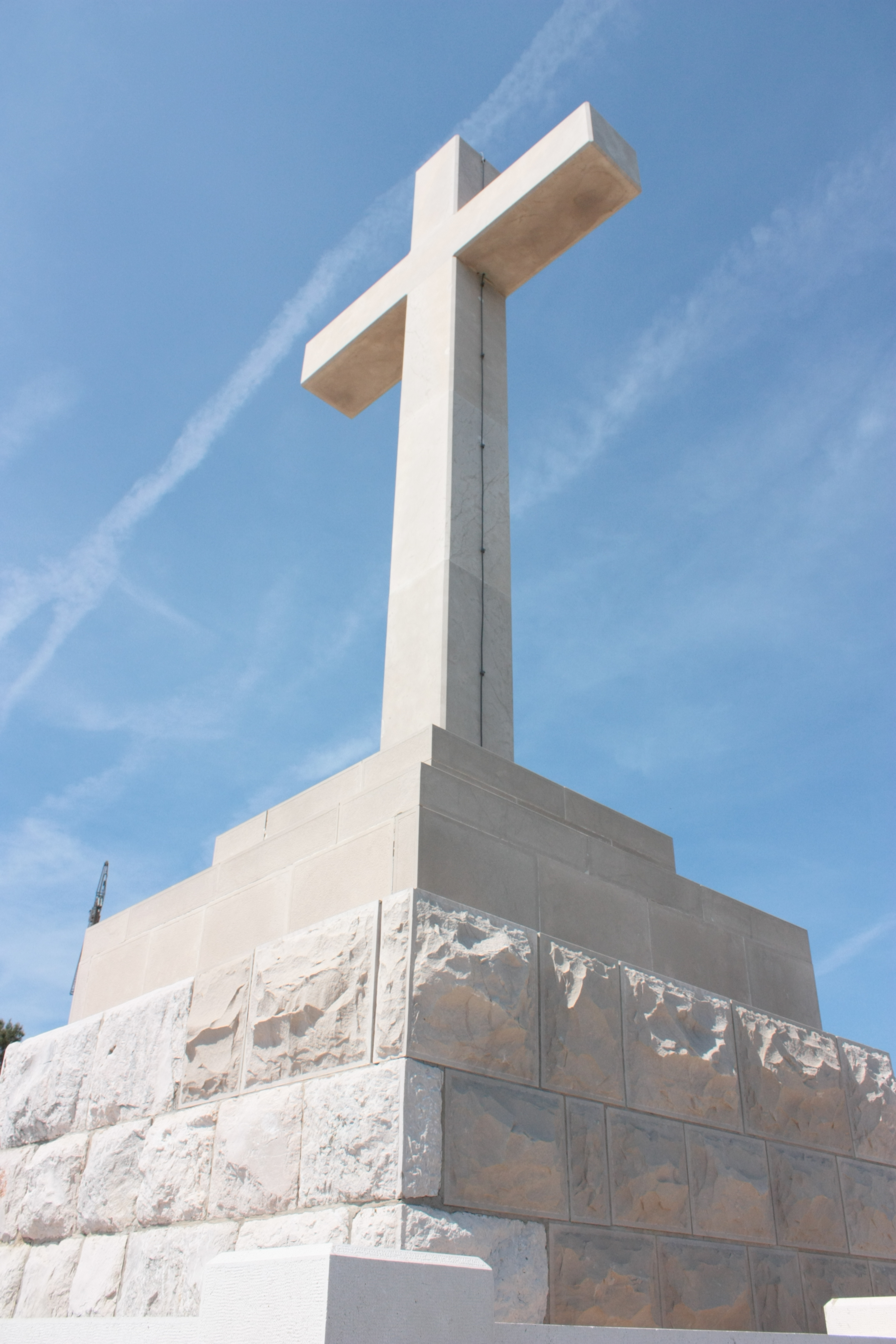
Obnovený kříž

Na vrcholu kopce se nacházejí pozůstatky pevnosti (Fort Impérial), která zde byla vybudována během Napoleonských válek v letech 1806–1816. V současné době se v její blízkosti nachází také vysílač a muzeum věnované bojům o město Dubrovník v roce 1991. Kromě této se severněji od hlavního vrcholu nachází pozůstatky ještě dvou pevností; Strinčjera a Gradci.
V 30. letech 20. století se místní obyvatelé zasadili o vybudování kamenného kříže na vrcholu kopce. Autorem byl známý sochař Jože Plečnik. Kříž měl být odhalen v roce 1933 při připomínce tisíce devíti set let od ukřižování Ježíše Krista. Nakonec byl slavnostně odhalen v roce 1935 a na svém místě vydržel až do roku 1991. V roce 1997 byl obnoven.
Pevnost i vysílač byly v říjnu až prosinci 1991 ostřelovány raketami Jugoslávské lidové armády z okolních kopců i lodí Jugoslávského válečného námořnictva. Jugoslávským vojákům se podařilo porazit chorvatskou obranu a proniknout do pevnosti Imperial, nicméně pouze na krátkou dobu. Během bojů byl zničen místní kamenný kříž, který byl obnoven v roce 1997. Po skončení války se stal vrchol s vyhlídkou na město i Jaderské moře opět výletním cílem místních i turistů.
Diskuzi vyvolala myšlenka využití severní části plošiny na vrcholu Srđ jako rozsáhlého golfového resortu, výstavby nových hotelů i obytných domů. Proti ní se vytvořila občanská skupina Srđ je naš, která kandidovala v chorvatských místních volbách a iniciovala referendum o budoucnosti vrcholu. Vzhledem k tomu, že se místního referenda účastnilo pouhých 33 %, nebylo platné.

## Doprava
Od roku 1961 až do roku 1991 bylo možné se dostat z města Dubrovníka na vrchol lanovou dráhou, která však byla následně zničena během ostřelování města v roce 1991 v souvislosti s Chorvatskou válkou za nezávislost. Lanová dráha byla obnovena v roce 2010, a od té doby slouží opět návštěvníkům. Kromě toho vede na vrchol z jihovýchodní strany přes vesnici Bosanka i silnice.